# Dirka po Italiji 1924
Dirka po Italiji 1924 (italijansko Giro d'Italia 1924) je 12. izvedba dirke po Italiji, tritedenske moške cestne kolesarske etapne dirke. Začela se je 10. maja v Milanu in končala 1. junija v Milanu. Sodelovalo je 90 kolesarjev, vsi kot privatni kolesarji. Skupno zmago je prvič osvojil Giuseppe Enrici, drugo mesto Federico Gay, tretje pa Angiolo Gabrielli. Edinkrat v zgodovini dirke je nastopila kolesarka Alfonsina Strada, ki je svoj spol prikrila z vpisom na štartno listo kot Alfonsin Strada.

## Etape
| Etapa | Datum    | Štart/Cilj         | Razdalja    | Tip         | Tip             | Zmagovalec              | Vodilni               |
| ----- | -------- | ------------------ | ----------- | ----------- | --------------- | ----------------------- | --------------------- |
| 1     | 10. maj  | Milano – Genova    | 300,3 km    |             | gorska etapa    | Bartolomeo Aymo (ITA)   | Bartolomeo Aymo (ITA) |
|       | 11. maj  | dan počitka        | dan počitka | dan počitka | dan počitka     | dan počitka             | dan počitka           |
| 2     | 12. maj  | Genova – Firence   | 307,9 km    |             | ravninska etapa | Federico Gay (ITA)      | Bartolomeo Aymo (ITA) |
|       | 13. maj  | dan počitka        | dan počitka | dan počitka | dan počitka     | dan počitka             | dan počitka           |
| 3     | 14. maj  | Firence – Rim      | 284,4 km    |             | gorska etapa    | Federico Gay (ITA)      | Federico Gay (ITA)    |
|       | 15. maj  | dan počitka        | dan počitka | dan počitka | dan počitka     | dan počitka             | dan počitka           |
| 4     | 16. maj  | Rim – Neapelj      | 249,3 km    |             | ravninska etapa | Adriano Zanaga (ITA)    | Federico Gay (ITA)    |
|       | 17. maj  | dan počitka        | dan počitka | dan počitka | dan počitka     | dan počitka             | dan počitka           |
| 5     | 18. maj  | Potenza – Taranto  | 265,3 km    |             | gorska etapa    | Federico Gay (ITA)      | Federico Gay (ITA)    |
|       | 19. maj  | dan počitka        | dan počitka | dan počitka | dan počitka     | dan počitka             | dan počitka           |
| 6     | 20. maj  | Taranto – Foggia   | 230,3 km    |             | ravninska etapa | Federico Gay (ITA)      | Federico Gay (ITA)    |
|       | 21. maj  | dan počitka        | dan počitka | dan počitka | dan počitka     | dan počitka             | dan počitka           |
| 7     | 22. maj  | Foggia – L'Aquila  | 304,3 km    |             | gorska etapa    | Giuseppe Enrici (ITA)   | Giuseppe Enrici (ITA) |
|       | 23. maj  | dan počitka        | dan počitka | dan počitka | dan počitka     | dan počitka             | dan počitka           |
| 8     | 24. maj  | L'Aquila – Perugia | 296 km      |             | gorska etapa    | Giuseppe Enrici (ITA)   | Giuseppe Enrici (ITA) |
|       | 25. maj  | dan počitka        | dan počitka | dan počitka | dan počitka     | dan počitka             | dan počitka           |
| 9     | 26. maj  | Perugia – Bologna  | 280,7 km    |             | gorska etapa    | Arturo Ferrario (ITA)   | Giuseppe Enrici (ITA) |
|       | 27. maj  | dan počitka        | dan počitka | dan počitka | dan počitka     | dan počitka             | dan počitka           |
| 10    | 28. maj  | Bologna – Reka     | 415 km      |             | gorska etapa    | Romolo Lazzaretti (ITA) | Giuseppe Enrici (ITA) |
|       | 29. maj  | dan počitka        | dan počitka | dan počitka | dan počitka     | dan počitka             | dan počitka           |
| 11    | 30. maj  | Reka – Verona      | 366,5 km    |             | ravninska etapa | Arturo Ferrario (ITA)   | Giuseppe Enrici (ITA) |
|       | 31. maj  | dan počitka        | dan počitka | dan počitka | dan počitka     | dan počitka             | dan počitka           |
| 12    | 1. junij | Verona – Milano    | 313 km      |             | gorska etapa    | Giovanni Bassi (ITA)    | Giuseppe Enrici (ITA) |
|       | Skupaj   | Skupaj             | 3613 km     | 3613 km     | 3613 km         | 3613 km                 | 3613 km               |

## Končna razvrstitev

### Skupni seštevek
| Poz. | Kolesar                   | Ekipa | Čas          |
| ---- | ------------------------- | ----- | ------------ |
| 1    | Giuseppe Enrici (ITA)     | —     | 143h 43' 37" |
| 2    | Federico Gay (ITA)        | —     | + 58' 21"    |
| 3    | Angiolo Gabrielli (ITA)   | —     | + 1h 56' 53" |
| 4    | Secondo Martinetto (ITA)  | —     | + 2h 13' 51" |
| 5    | Enea Dal Fiume (ITA)      | —     | + 2h 19' 00" |
| 6    | Gianbattista Gilli (ITA)  | —     | + 2h 59' 00" |
| 7    | Vitaliano Lugli (ITA)     | —     | + 3h 28' 32" |
| 8    | Giovanni Rossignoli (ITA) | —     | + 3h 29' 08" |
| 9    | Ottavio Pratesi (ITA)     | —     | + 4h 03' 00" |
| 10   | Alfredo Sivocci (ITA)     | —     | + 4h 03' 36" |

| Skupna razvrstitev kolesarjev (11–30) | Skupna razvrstitev kolesarjev (11–30) | Skupna razvrstitev kolesarjev (11–30) | Skupna razvrstitev kolesarjev (11–30) |
| Poz.                                  | Kolesar                               | Ekipa                                 | Čas                                   |
| ------------------------------------- | ------------------------------------- | ------------------------------------- | ------------------------------------- |
| 11                                    | Giovanni Tragella (ITA)               | —                                     | + 4h 21' 26"                          |
| 12                                    | Luigi Ugaglia (ITA)                   | —                                     | + 5h 21' 38"                          |
| 13                                    | Domenico Sangiorgi (ITA)              | —                                     | + 6h 56' 41"                          |
| 14                                    | Alfredo Comminetti (ITA)              | —                                     | + 7h 13' 52"                          |
| 15                                    | Guido Messeri (ITA)                   | —                                     | + 7h 32' 41"                          |
| 16                                    | Arturo Ferrario (ITA)                 | —                                     | + 7h 45' 35"                          |
| 17                                    | Giovanni Bassi (ITA)                  | —                                     | + 8h 10' 22"                          |
| 18                                    | Romolo Lazzaretti (ITA)               | —                                     | + 8h 55' 32"                          |
| 19                                    | Michele Robotti (ITA)                 | —                                     | + 10h 07' 39"                         |
| 20                                    | Livio Cattel (ITA)                    | —                                     | + 10h 50' 32"                         |
| 21                                    | Domenico Tutolo (ITA)                 | —                                     | + 11h 09' 49"                         |
| 22                                    | Fortunato Manicardi (ITA)             | —                                     | + 12h 45' 51"                         |
| 23                                    | Giuseppe Rizzo (ITA)                  | —                                     | + 15h 29' 27"                         |
| 24                                    | Enrico Sala (ITA)                     | —                                     | + 17h 12' 42"                         |
| 25                                    | Antonio Buelli (ITA)                  | —                                     | + 17h 17' 30"                         |
| 26                                    | Silvio Scrivanti (ITA)                | —                                     | + 17h 19' 27"                         |
| 27                                    | Luigi Gilardi (ITA)                   | —                                     | + 18h 18' 39"                         |
| 28                                    | Montanari (Arturo ali Giuseppe) (ITA) | —                                     | + 18h 30' 44"                         |
| 29                                    | Maurizio Garino (ITA)                 | —                                     | + 20h 51' 22"                         |
| 30                                    | Telesforo Benaglia (ITA)              | —                                     | + 20h 58' 37"                         |